# Andrzej Kędzior

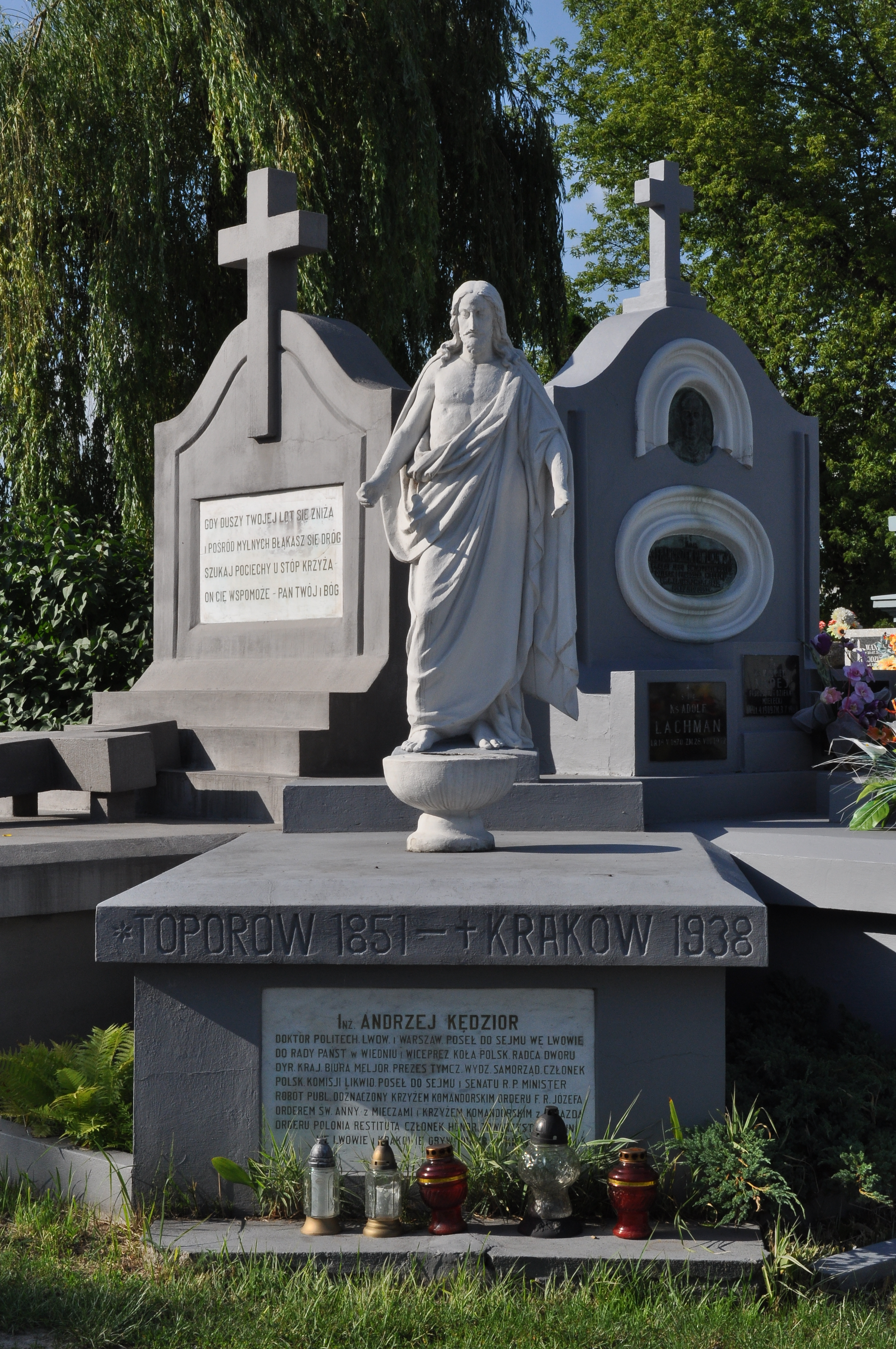
Grobowiec Andrzeja Kędziora na cmentarzu parafialnym w Mielcu

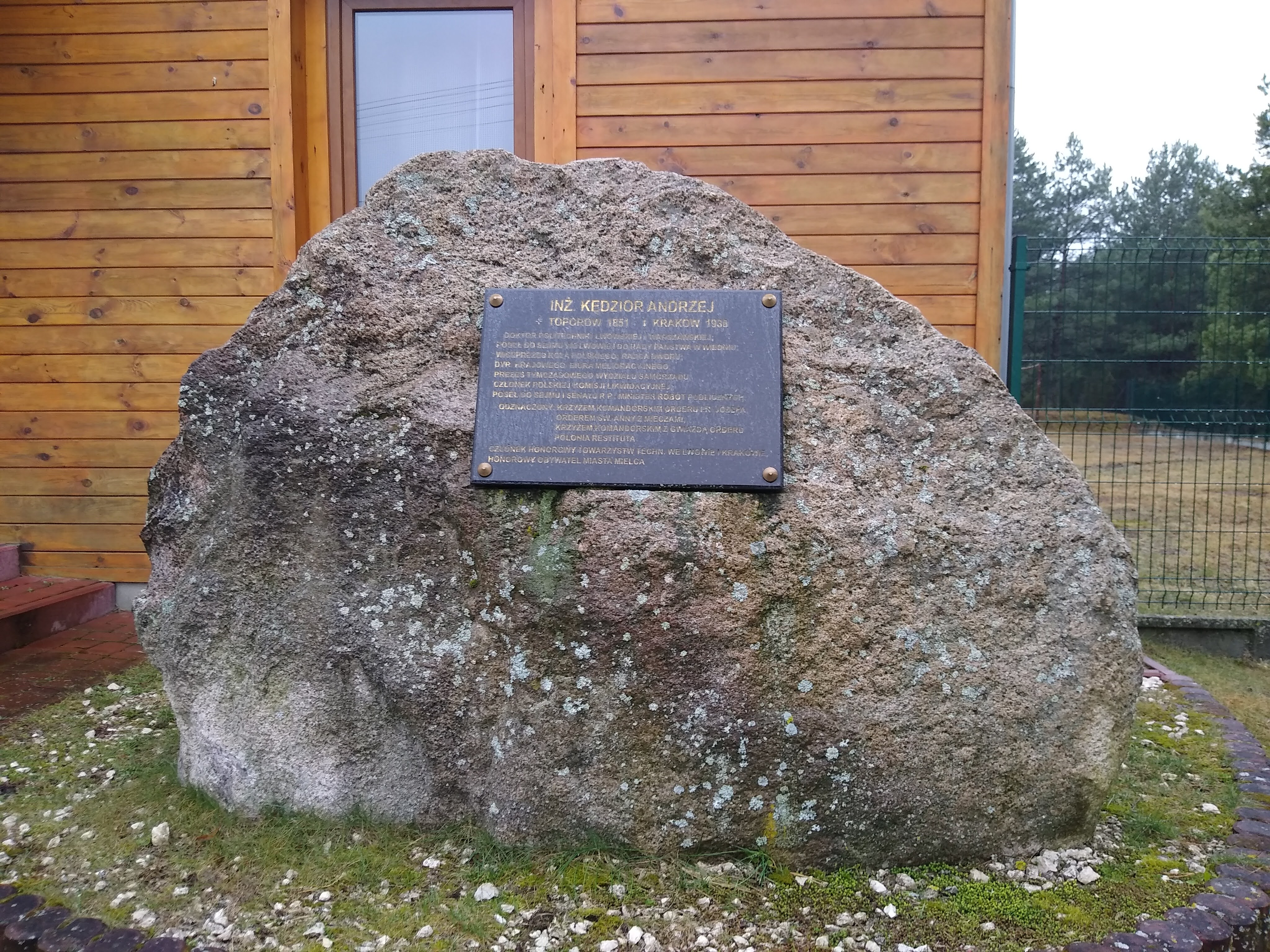
Kamień upamiętniający Andrzeja Kędziora w Toporowie

Andrzej Kędzior (ur. 7 listopada 1851 w Toporowie, zm. 17 stycznia 1938 w Krakowie) – polski polityk, minister, działacz Polskiego Stronnictwa Ludowego „Piast”, doktor honoris causa Politechniki Warszawskiej.

## Życiorys
Syn Filipa i Katarzyny z Wójcików. W 1871 r. ukończył gimnazjum w Tarnowie, a pięć lat później Politechnikę w Wiedniu z tytułem zawodowego inżyniera. W latach 1877–1879 jako stypendysta austriackiego ministerstwa rolnictwa i wydziału krajowego we Lwowie kontynuował studia w Wiedniu, początkowo w akademii rolniczej na wydziale melioracyjnym, a następnie na uniwersytecie na wydziałach prawa i filozofii.
Od 1879 pracował w Krajowym Biurze Melioracyjnym we Lwowie; w 1882 został jego kierownikiem a w 1892 dyrektorem. Z jego inicjatywy i pod jego kierownictwem biuro to rozwinęło szeroką działalność naukową i techniczną w dziedzinie projektowania zbiorników retencyjnych i kanałów, robót melioracyjnych, organizacji spółek wodnych, regulacji rzek, zabudowy potoków, budowy wodociągów i kanalizacji, osuszania bagien, nawodnień, zagospodarowania torfowisk, nowoczesnej gospodarki rybackiej wód zamkniętych i otwartych. Był inicjatorem budowy kanału rzecznego Wisła-Odra-Dniestr.Tuż przed przejściem na emeryturę w 1915 r. był pomysłodawcą budowy zapory na Sole w Porąbce. W tym samym roku w wyniku działań wojennych wstrzymano wszelkie prace hydrotechniczne, a Biuro Melioracyjne zostało ewakuowane do Wiednia.
W 1900 r. został delegatem technicznym Wydziału Krajowego do komisji regulacji rzek Galicji. W 1908 r. wstąpił do Polskiego Stronnictwa Ludowego oraz został wybrany posłem do Sejmu Krajowego Galicji z IV kurii wiejskiej powiatu mieleckiego, ponownie w kolejnej kadencji. W 1911 wybrany na posła do Reichsratu Przedlitawii (parlament austriackiej części Austro-Węgier). Uzyskał reelekcję w 1913 r.
Po rozłamie w partii i utworzeniu PSL-Piast został wiceprezesem klubu poselskiego „Piasta”, a następnie wiceprezesem Koła Polskiego. Natomiast w 1918 wybrano go na prezesa Polskiego Koła Poselskiego w Reichsracie, jednak nie przyjął tego stanowiska. Pod koniec października 1918 wszedł w skład Polskiej Komisji Likwidacyjnej.

### II Rzeczpospolita
17 listopada 1918 r. został mianowany ministrem robót publicznych w rządzie Jędrzeja Moraczewskiego. Pozostał nim do 29 grudnia 1918 r., ponieważ PSL-Piast wycofało się z rządu. W wyborach do Sejmu Ustawodawczego z 26 stycznia 1919 r. uzyskał mandat poselski. W parlamencie kierował pracami komisji wodnej. Natomiast 13 grudnia 1919 r. Kędzior ponownie został powołany na urząd ministra robót publicznych, wchodząc do rządu Leopolda Skulskiego. Podczas tego urzędowania głównie uwagę koncentrował na przygotowaniu ustaw dla podległego sobie resortu. Aktywnie włączył się w opracowanie projektów ustawy drogowej, wodnej i melioracyjnej, które dla przyspieszenia procesu ustawodawczego wniósł do sejmu jako wnioski poselskie. Przed sejmem przedstawiał osobiście budżet swojego resortu oraz ustawy dotyczące reorganizacji i zakresu jego działania. Ponadto referował ustawy o obwałowaniu lewego brzegu Wisły, budowie kanałów żeglownych i regulacji rzek, budowie i utrzymaniu rzek publicznych, popieraniu przedsiębiorstw melioracyjnych, monopolu tytoniowym, a także tytule inżyniera. Na stanowisku pozostał do 9 czerwca 1920 r., kiedy to do upadku rządu doprowadził wewnętrzny kryzys koalicji rządowej.
Po odejściu z rządu, 28 czerwca 1922 przewodniczącym Tymczasowego Wydziału Samorządowego we Lwowie. Funkcję tę pełnił do 1928 r. Natomiast w latach 1922–1927 senatorem.
W 1925 Politechnika Warszawska i Politechnika Lwowska nadały mu doktoraty honorowe, a Towarzystwo Politechniczne we Lwowie – godność członka honorowego.
Zmarł 17 stycznia 1938 w Krakowie. Został pochowany na cmentarzu parafialnym przy ul. H. Sienkiewicza w Mielcu.

## Stanowiska
- od 1879 pracownik w Krajowym Biurze Melioracyjnym we Lwowie
- 1882 kierownik Krajowego Biura Melioracyjnego we Lwowie
- 1892 dyrektor Krajowego Biura Melioracyjnego we Lwowie
- 1900–1915 delegat techniczny Wydziału Krajowego do komisji regulacji rzek Galicji
- w 1911 poseł austriackiej Rady Państwowej
- 1918 naczelnik wydziału robót publicznych Polskiej Komisji Likwidacyjnej
- 1918 i 1919–1920 minister robót publicznych w rządach: Jędrzeja Moraczewskiego i Leopolda Skulskiego
- 1919–1922 poseł Sejmu Ustawodawczego RP
- 1922–1927 senator z okręgu lwowskiego
- od 28 czerwca 1922 przewodniczący Tymczasowego Wydziału Samorządowego we Lwowie

## Członkostwa
- członek redakcji „Czasopisma Technicznego” we Lwowie
- członek Państwowej Rady Rolniczej
- członek Rady Przybocznej austriackiego prezydenta Rady Ministrów
- członek Towarzystwa Gospodarczego i Towarzystwa Nauk Rolniczych

## Ordery i odznaczenia
- Krzyż Komandorski z Gwiazdą Orderu Odrodzenia Polski (10 listopada 1928)[9][10]
- Krzyż Komandorski z Gwiazdą Orderu Franciszka Józefa (Austro-Węgry, 1915)[11]
- Order Świętej Anny z Mieczami (Imperium Rosyjskie)[12]

## Upamiętnienie
Przed budynkiem świetlicy wiejskiej w Toporowie, miejscu urodzenia Andrzeja Kędziora, znajduje się kamień upamiętniający go.